# Flieth-Stegelitz
Flieth-Stegelitz è un comune di 499 abitanti del Brandeburgo, in Germania.

Appartiene al circondario dell'Uckermark ed è parte dell'Amt Gerswalde.

## Geografia antropica
Nel territorio comunale sono presenti i centri abitati di Flieth, Hessenhagen, Pfingstberg, Stegelitz, Suckow, Voßberg e Afrika.